# Gerrit Hooft (politicus)
Gerrit Lodewijk Hendric Hooft (Den Haag, 24 mei 1779 - aldaar, 23 januari 1872) was een Nederlandse jonkheer en politicus.

## Levensloop

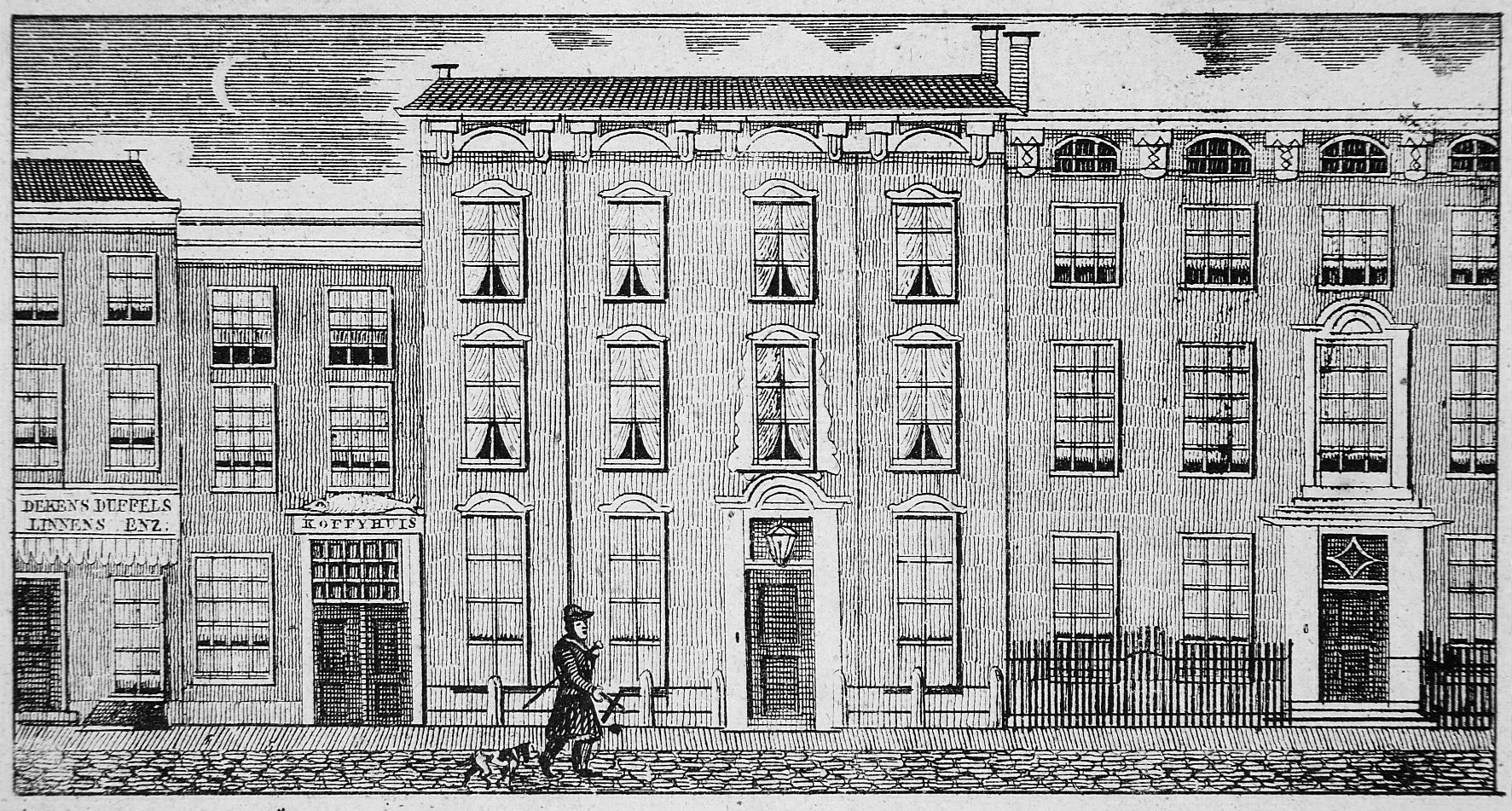
Het huis van burgemeester Gerrit Hooft (midden), later politiebureau, aan de Haagse Riviervismarkt, bij avond.

Hooft was afkomstig uit het van oorsprong Amsterdamse regentengeslacht Hooft. Zijn vader was Gerrit Pieter Hooft, penningmeester van de westerambachten Hoogheemraadschap van Delfland, wonende op de Lange Vijverberg nummer 14 met zijn moeder Gerhardina Henriëtte Proebentow von Wilmsdorff.
Hooft studeerde van 20 september 1797 tot 12 juni 1802 Romeins- hedendaags recht aan de Hogeschool van Leiden en was vervolgens rentenier in Loosduinen. Van 1811 tot 1813 was hij lid van de municipale raad (dat wil zeggen gemeenteraad) van Den Haag. Op 7 januari 1813 werd hij, als opvolger van Franc van der Goes, benoemd tot burgemeester van Loosduinen (eingenlijke titel: president van het voorlopige bestuur of maire). Tijdens zijn burgemeesterschap van Loosduinen, dat tot 1 april 1817 duurde, werden de in 1811 bij Loosduinen gevoegde dorpen Kwintsheul en Poeldijk weer bij gemeente Monster gevoegd (1 januari 1817). De bevolking die tot 1816 2290 zielen telde werd nu verminderd tot 1451. Op 29 maart 1814 werd hij lid van het departement Monden van de Maas en in 1816 werd hij door koning Willem I der Nederlanden in adel verheven en lid van de Ridderschap van Holland. Van 1822 tot 1840 en van 1840 tot 1850 was hij lid van de Provinciale Staten van Holland.

### Burgemeester van Den Haag
Hooft was van 14 oktober 1822 tot 15 oktober 1851 lid van de gemeenteraad van Den Haag en van 6 maart 1826 tot 28 maart 1843 diende hij als wethouder. Van december 1842 tot maart 1843 was hij waarnemend burgemeester van Den Haag. Op 28 maart 1843 volgde zijn benoeming tot burgemeester van Den Haag. Hij bleef burgemeester van Den Haag tot 15 mei 1858. Daarnaast was hij van 1836-1858 voorzitter van de raad van bestuur van de Koninklijke Academie van Beeldende Kunsten in Den Haag.
Van 18 september tot 7 oktober 1848 was hij buitengewoon lid van de Tweede Kamer voor de provincie Zuid-Holland. Hij behoorde tot de Regeringsgezinde Tweede Kamerleden. Hij voerde als lid van de Dubbele Kamer het woord bij de algemene beschouwingen over de Grondwetsherziening en bij de behandeling van hoofdstuk IX (waterstaat). Hij stemde vóór alle voorstellen tot Grondwetsherziening.
Gerrit Hooft overleed op 92-jarige leeftijd.

## Buitenplaats
In de periode tussen 1832 en 1850 maakt de familie G.L.A. Hooft gebruik van de buitenplaats Zuidhoorn, gelegen tegenover de Hoornbrug te Rijswijk ZH. De buitenplaats werd gehuurd van de Stichting 'Nalatenschap de Drevon", gevestigd te Den Haag.

## Familie
Jhr. Gerrit Hooft trouwde op 16 november 1808 te Brielle, Gijsbertina Maria Heeneman. Het echtpaar had 5 zoons en 4 dochters.

## Trivia

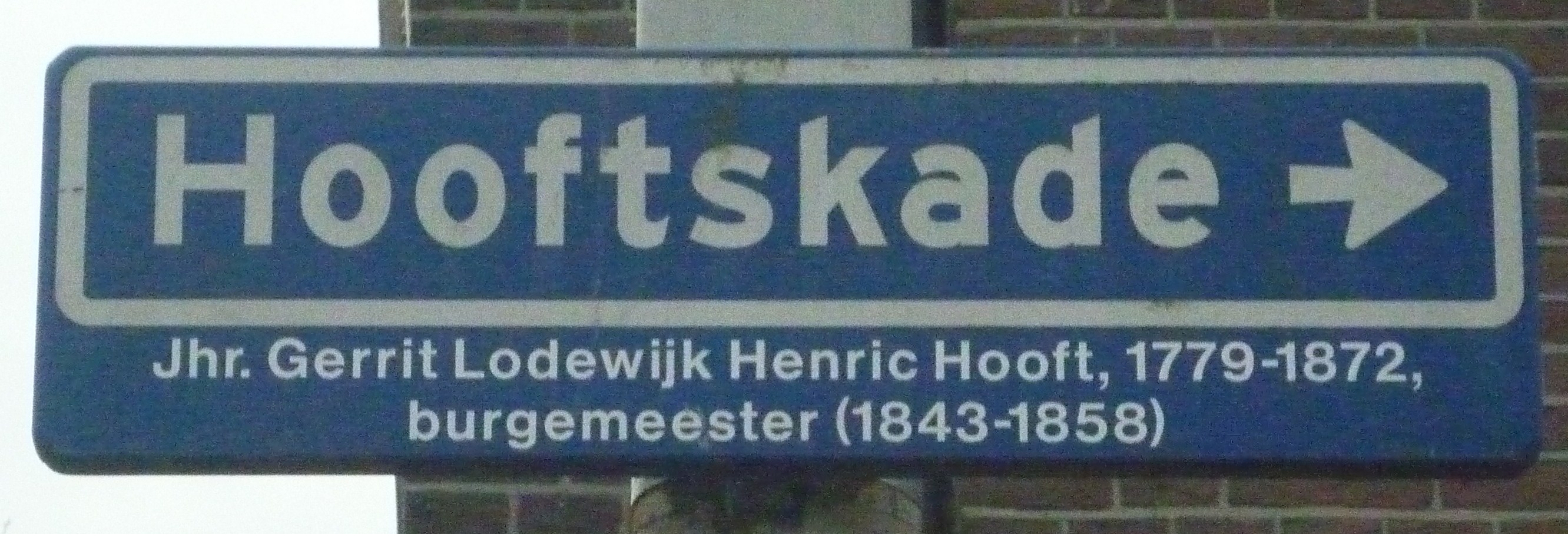

- In Loosduinen/Den Haag zijn de Burgemeester Hooftstraat in de Loosduinse burgemeestersbuurt en de Hooftskade langs de Zuid Singelgracht (tussen de Koningstraat en het Om en Bij) naar Jhr. mr. G.L.H. Hooft genoemd.
- De grootvader van Jhr. mr. Gerrit Hooft was de stichter van Landgoed Rozenburg en het landhuis daarop, Oud-Rozenburg genaamd.